# Brandon Boyd
Brandon Charles Boyd (Van Nuys, California, 15 de febrero de 1976) es un músico, escritor y artista estadounidense, especialmente conocido como líder y vocalista de la banda norteamericana de rock alternativo Incubus.

## Biografía

### Primeros años (1976-1991)
Desde muy pequeño, los padres de Brandon, Dolly y Charles, intentaron alimentar la creatividad de su hijo a partir de la gran experiencia que tenían en el mundo del espectáculo. Durante la década de los 80 conoció, mientras cursaba educación primaria, a Brandon Miranda.
Tiempo después (en 2º año de secundaria) José Pasillas se hace amigo de ludeo de Mike Einziger (quien pasaba la mayor parte de su tiempo libre tocando la guitarra en su habitación), el dúo finalmente encuentra a Alex Katunich (Dirk Lance), el cual se sentía mal ya que lo habían echado de un grupo musical que tocaba jazz; y así el trío decide tocar juntos. Al principio sólo tocaban canciones de Megadeth, Metallica y Nirvana en las cuales José no estaba muy interesado, pero tocaba de todas maneras. Estos covers les hicieron tocar en algunas fiestas, y los tres se convirtieron en el entretenimiento del vecindario.
A lo largo de los años, las letras de Brandon han expresado diversas ideas y madurez. Sus primeros trabajos, ligeros y juguetones, estaban sin duda influenciados por su consumo de marihuana. Según Brandon, después de fumar su primer porro con su hermano mayor Darren, las esclusas poéticas se abrieron dentro de su cerebro y desde ese momento fue fiel a la hierba y considera que todo el éxito de Incubus se debe a la marihuana.
Brandon continua dibujando y antes de que la banda se dedicara por completo a la música, él y José se matricularon como estudiantes de arte en Moorpark College.

### Incubus (1991-actualidad)
Un par de meses después decidieron formar una banda, y dejaron de tocar covers, para escribir canciones propias. La voz de Brandon, quien sólo tomó dos clases de canto antes de quedarse sin dinero pero que según él aprendió todo lo que podría necesitar, se convirtió en un elemento esencial de la banda. A medida que iban creando más canciones, el grupo se hizo popular en el vecindario.
En Incubus aparte de su rol de vocalista en varias canciones realiza el rol de guitarrista rítmico y también se le ha visto tocar percusión tanto en estudio como en los shows de la banda
Cuando el grupo decidió hacer su primera actuación en casa de un amigo, llegó el momento de escoger un nombre. La sugerencia de Brandon, Spiral Staircase' fue rechazada a favor de la de Mike, seleccionada aleatoriamente de un diccionario: Incubus el cual denomina a un demonio que se alimenta de la energía sexual por medio de chicas vírgenes. La banda pensó que la palabra era buena, si no, por lo menos, la definición. Brandon aprovechó sus dotes artísticos y dibujó los panfletos que anunciaban sus próximas actuaciones. Al principio, Brandon copió algunos dibujos de un libro de educación sexual que la madre de Mike les había dejado, pero decidieron dejar de usarlos ya que algunos fanes quedaban un poco confusos.
Su potente voz fue lo que más atrajo a la discográfica Epic / Immortal Records, y la banda firmó un contrato en 1996. Un estilo entre el rock alternativo y el funk definen a este grupo californiano que grabó su primer álbum, Fungus Amongus en 1997.
Los dos primeros lanzamientos del grupo dentro del sello pasaron inadvertidos, pero los siguientes cosecharon un gran éxito comercial (S.C.I.E.N.C.E, Make Yourself y Morning View). Luego salió a la venta su quinto álbum, A Crow Left of the Murder, que continuó con la exitosa carrera de la banda; en noviembre de 2006 fue lanzado su penúltimo disco de estudio, llamado "Light Grenades"; en el 2009 se publicó el álbum doble Monuments and Melodies, con algunas canciones catalogadas como B-Side'‘. Su séptima reseña, If Not Now, When?, vio la luz el 12 de julio de 2011, con tonadas más suaves, letras más románticas, y una gran acogida por parte de los fanáticos.
Más tarde la banda decide tomarse un descanso en la composición, unido a ciertas desavenencias con su sello discográfico. No reaparecerían hasta 2015, momento en el presentan un EP de cuatro cortes: ‘Trust Fall (side A)’ dejando entrever que vería su continuación en un segundo EP. Ese hipotético segundo EP nunca vio la luz, y el material que lo iba a conformar terminó convirtiéndose en su octavo larga duración, titulado ‘8’, y publicado en abril de 2017. En ‘8’ retoman un sonido más en la línea de sus trabajos más laureados, con unas temáticas que giran en gran medida en torno al paso del tiempo y al vértigo de la era tecnológica actual. Skrillex jugó un papel importante en la producción de este octavo álbum.
Actualmente se encuentran preparando una gira especial en Norteamérica con motivo del 20 aniversario de ‘Make Yourself’ y todo apunta a que publicarán nuevo material a finales de 2019, pero sin confirmación oficial.

### Libros:White Fluffy Clouds,From the Murks of the Sultry AbyssySo The Echo(2003-2006-2013)
Brandon ha escrito dos libros durante estos casi 20 años de carrera musical. El primero, escrito en 2003, White Fluffy Clouds publicado por la editorial Endophasia, demuestra el gran talento y afición de Brandon Charles Boyd por el dibujo, la fotografía, la poesía y sus pensamientos, basándose en lo que ha ocurrido en su vida, además de otras escrituras adicionales.
Su publicación más reciente, From the Murks of the Sultry Abyss, salió a la venta en enero del 2006 y fue publicada nuevamente por Endophasia. Con esta misma editorial Brandon publicaría en 2013 su último libro hasta el momento, So The Echo en el que se recogen sus escritos, dibujos y fotografías de los últimos cinco años hasta la actualidad.

### The Wild Trapeze(2006-2010)
El 6 de junio de 2010, Brandon anuncio en su página de Facebook que estaba preparando la salida al mercado de su debut en solitario. La fecha de lanzamiento sería el 7de julio de 2010 y el álbum tendría por nombre The Wild Trapeze.
El 21 de junio de 2010 el vídeo del primer sencillo del álbum, «Runaway Train» fue colgado en internet.

### Sons of the Sea (2013-actualidad)
El 18 de enero de 2013 Brandon anunció su nueva banda, Sons of the Sea. Con Incubus en una pausa indefinida pero siempre planificando fechas de conciertos paulatinos, Sons of the Sea realizará una gira de 2013 y 2014. El 29 de mayo de 2013 Brandon dio a conocer un video teaser anunciando el nombre del álbum, Sons of the SEa. Ese mismo año, se embarcó en una gira de firma de libros por el Nordeste, coincidiendo con su última publicación escrita, "So The Echo".

## Tatuajes
Brandon Boyd es conocido por su amplia variedad de tatuajes. En sus antebrazos que lleva el conocido mantra budista Om Mani Padme Hum, en referencia a las cualidades de generosidad, ética, paciencia, diligencia, la renuncia y la sabiduría. Por debajo de ese es una carpa en tinta de color rojo diseñada por su amigo y compañero de banda, José Pasillas. En la parte interior de su brazo derecho que tiene varios tatuajes, una vez más incorporan el mantra tibetano y otro diseñado después por Sarah Kerrigan . Tras el lanzamiento de su álbum "A Crow Left of the Murder" se tatuó en la espalda la imagen del Ojo Que Todo Lo Ve incrustado en una pirámide. También tiene un tatuaje del Ojo de Horus en el tobillo derecho. Otros tatuajes incluyen los nombres de sus padres (Priscila y Charles) en sus antebrazos, un búho en la espalda, una lágrima en el dedo índice de ambas manos, y una imagen inspirada en la famosa arte de Aubrey Beardsley, "The Peacock Skirt", en su brazo izquierdo.

## Discografía
Álbumes de estudio
- The Wild Trapeze (2010)

'Con Sons of the Sea'
- Sons of the Sea (2013)

Literatura
- White Fluffy Clouds (2003)
- From the Murks of the Sultry Abyss (2007)